# The Storyteller (musikalbum)
The Storyteller är det svenska power metal-bandet The Storytellers debutalbum. Det producerades av Fredrik Nordström och släpptes 2000 av skivbolaget No Fashion Records. Skivan utkom även i Japan.

## Låtlista
1. "And the Legend Begins" (instrumental) – 1:12
2. "Guardians of Kail" – 6:06
3. "Always Be There" – 5:12
4. "Sense of Steel" – 5:18
5. "Power Within" – 4:13
6. "Book of Mystery" – 5:43
7. "Like a Wind" – 4:09
8. "A Test of Endurance and Strength" – 4:43
9. "Chant of the Thieves" – 3:06
10. "The Storyteller" – 9:09

Bonusspår på japanska utgåvan
1. "Chant of the Thieves (Acoustic Version)" – 2:44

## Medverkande
Musiker
- L-G Persson – sång, basgitarr
- Fredrik Groth – gitarr, keyboard
- Erik Gornostajev - gitarr
- Martin Hjerpe – trummor

Bidragande musiker
- Steven Andersson – gitarr
- Fredrik Nordström – piano, keyboard, gitarr, sång

Produktion
- Fredrik Nordström – producent, mixning
- Marcus Bergman – studiotekniker
- Simon Ådahl – mixning, producent
- Marlen Eriksson – mixning
- Mattias Persson – omslagskonst, design
- Steven Andersson – körarrangemang